# Licinio Calvo
Cayo Licinio Calvo (en latín Gaius Licinius Macer Calvus) nació en Arpino, una diminuta ciudad del sur del Lacio el año 82 a. C. y falleció en Roma, en 47 a. C. Fue orador y poeta, situándose dentro de la poesía de la Roma antigua dentro de la corriente de los neotéricos, escribiendo epigramas, poemas sensuales, bucólicos, y una epopeya legendaria: Ío.
Hijo de Licinio Macer, y de ese modo, miembro del estirpe Licinia. Fue un amigo del poeta Catulo, de cuya modalidad y temáticas se hizo discípulo. Calvo era al parecer de baja estatura, puesto que Catulo se refiere a él como: salaputium disertum (liliputiense elocuente).
A Licinio Calvo se le señalan veintiún discursos de su autoría, incluyendo varios contra Publio Vatinio. El estilo oratorio de Calvo se opuso, en tanto, a la escuela «asiática» en favor de un modelo, ático, más simple; por ello calificó a Cicerón, en sus argumentaciones, de palabrero y artificial. 